# Janja Garnbret
Janja Garnbret (Slovenj Gradec, 12 de maio de 1999) é uma escaladora eslovena, campeã olímpica. Com duas medalhas de ouro, ela é a atleta eslovena de maior sucesso nas Olimpíadas de Verão. Ela também é a primeira alpinista feminina do mundo a escalar à vista uma rota de escalada esportiva graduada 8c (5.14b).
Garnbret ganhou seu primeiro título internacional no Campeonato Mundial Juvenil B de 2014 na liderança. Em julho de 2015, depois de completar 16 anos, ela entrou na categoria sênior da Copa do Mundo de Escalada da IFSC na escalada de liderança. Em 2016, aos 17 anos, Garnbret ganhou os títulos sazonais da Copa do Mundo na liderança e combinado, Campeonatos Mundiais na escalada de liderança e Campeonatos Mundiais Juvenis A na escalada de liderança e boulder. De 2016 a 2018, ela recebeu o título sazonal nas disciplinas de escalada de liderança e combinada. Em 2018 e 2019, ela ganhou o Campeonato Mundial em boulder e combinado e também recuperou o título de liderança em 2019. No mesmo ano, Garnbret se tornou a primeira atleta a vencer todos os eventos da Copa do Mundo de boulder em uma temporada.
Em setembro de 2024, Garnbret ganhou o maior número de medalhas de ouro da IFSC de qualquer escalador competitivo da história. Na Copa do Mundo de escalada de liderança, ela perdeu o pódio apenas quatro vezes, vencendo 29 partidas. Além disso, ela venceu 17 eventos da Copa do Mundo de escalada em bloco, totalizando 46 vitórias no nível da Copa do Mundo.

## Carreira
Janja Garnbret começou a escalar aos sete anos e competiu pela primeira vez na competição nacional aos oito. Ela venceu sua primeira competição importante no Campeonato Europeu Juvenil de 2013, quando venceu no boulder. Garnbret conquistou seu primeiro título internacional na competição principal do Campeonato Mundial Júnior de 2014. Em julho de 2015, logo após completar 16 anos, passou a disputar a categoria sênior da Copa Mundial de Escalada. Nos Jogos Olímpicos de Verão de 2020 em Tóquio, consagrou-se a primeira campeã na prova de combinado feminino com a conquista da medalha de ouro.
Em março de 2022, Garnbret fez a primeira ascensão feminina de Bügeleisen, um problema de escalada em bloco classificado como 8B+ (V14) em Maltatal, Áustria. Em 12 de maio de 2024, ela retornou a Maltatal e fez a primeira ascensão feminina de Bügeleisen SDS, uma variação de início sentado classificada como 8C (V15).
Em agosto de 2024, ela defendeu com sucesso seu ouro olímpico após vencer o evento combinado de boulder e chumbo nas Olimpíadas de 2024, sua segunda vitória nos Jogos.